# Mr. Tambourine Man (album)
Mr. Tambourine Man is het debuutalbum van de Amerikaanse folkrockgroep The Byrds. De muziek werd van 20 januari tot 22 april 1965 opgenomen in de Columbia Studios in Hollywood. Columbia Records bracht het album op 21 juni 1965 uit.
Het album werd in april 1965 voorafgegaan door een vertolking van het Bob Dylan-nummer "Mr. Tambourine Man" als eerste single, die een Amerikaanse en Britse nummer één-hit werd. "All I Really Want to Do", dat ook door Dylan geschreven was, volgde als tweede single en bereikte de top tien in het Verenigd Koninkrijk. Het album zelf bereikte de zesde plaats in de Amerikaanse en zevende plaats in de Britse hitlijst.
Het muziekblad Rolling Stone zette in 2003 Mr. Tambourine Man op de 232ste plaats in een lijst van de vijfhonderd beste albums. Het album wordt beschreven in het boek 1001 Albums You Must Hear Before You Die.

## Nummers
| Nr. | Titel                                                       | Schrijver(s)              | Duur |
| --- | ----------------------------------------------------------- | ------------------------- | ---- |
| 1.  | Mr. Tambourine Man                                          | Bob Dylan                 | 2:29 |
| 2.  | I'll Feel a Whole Lot Better                                | Gene Clark                | 2:32 |
| 3.  | Spanish Harlem Incident                                     | Dylan                     | 1:57 |
| 4.  | You Won't Have to Cry                                       | Clark, Jim McGuinn        | 2:08 |
| 5.  | Here Without You                                            | Clark                     | 2:36 |
| 6.  | The Bells of Rhymney                                        | Pete Seeger, Idris Davies | 3:30 |
| 7.  | All I Really Want to Do (andere opname dan de singleversie) | Dylan                     | 2:04 |
| 8.  | I Knew I'd Want You                                         | Clark                     | 2:14 |
| 9.  | It's No Use                                                 | Clark, McGuinn            | 2:23 |
| 10. | Don't Doubt Yourself, Babe                                  | Jackie DeShannon          | 2:54 |
| 11. | Chimes of Freedom                                           | Dylan                     | 3:51 |
| 12. | We'll Meet Again                                            | Charles, Parker           | 2:07 |

## Personeel
The Byrds
- Gene Clark - zang, tamboerijn
- Michael Clarke - drums
- David Crosby - (slag)gitaar, zang
- Chris Hillman - basgitaar, mandoline, zang
- Jim McGuinn - banjo, gitaar, 12-snarige gitaar, zang

Overige musici
Op "Mr. Tambourine Man" en "I Knew I'd Want You" spelen verder ook:
- Leon Russell - toetsen
- Jerry Cole - slaggitaar
- Larry Knechtel - basgitaar
- Hal Blaine - drums